# Tsaghveri
Tsaghveri (georgiska: წაღვერი) är en daba (stadsliknande ort) i Georgien. Den ligger i regionen Samtsche-Dzjavachetien, i den centrala delen av landet. Antalet invånare var 799 år 2014.